# Bernard Gaillot
Pour les articles homonymes, voir Gaillot.
Bernard Gaillot est un peintre français, né à Versailles en 1780 et mort à Paris le 17 juin 1847.

## Biographie
Né en 1780 à Versailles, Bernard Gaillot, qui fut un élève de Jacques-Louis David, est un peintre d'histoire et de sujets religieux. Il fut à son tour le professeur de Félicie de Fauveau.

## Œuvres

Bernard Gaillot, Femme endormie dans un paysage avec une lettre (Cleveland Museum of Art)

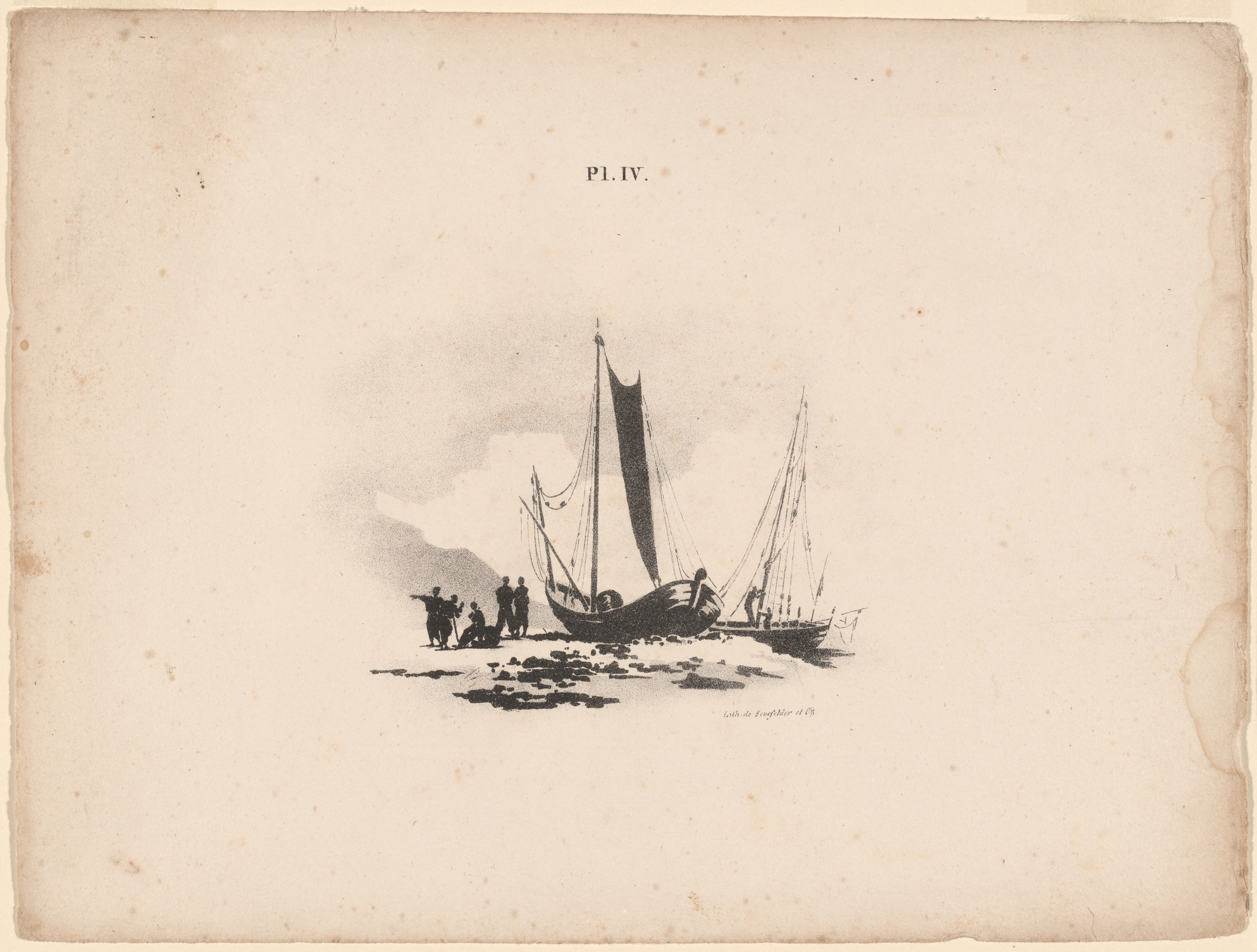
Bateaux sur la plage (national Gallery of Art)

Ses principaux tableaux (visibles en France) sont: 
- Cornelia, 1817
- Saint-Martin, Val-de-Grâce, Paris
- Conversion de Saint-Augustin, 1819, Notre-Dame-des-Victoires, Paris
- Rêve de Sainte-Monique, 1822
- Saint Louis visitant le Saint-Sépulcre, sacristie de Saint-Denis
- Saint Louis portant la couronne d'épines, 1824, palais synodal de Sens
- Les saints Anges, 1824, Saint Maurice, Lille
- Rêve de Saint Joseph, 1824, Saint-Vincent-de-Paul, Paris
- Saint François d'Assise devant le pape Innocent III, 1827, cathédrale Sainte-Croix des Arméniens
- L'Assomption de la Vierge, salon de 1827, collégiale d'Eu
- Le Christ bénissant les petits enfants, 1831
- Saint Pierre délivré de prison, 1834, Saint-Pierre-du-Gros-Caillou, Paris
- Louis des Balbis-Berton, seigneur de Crillon, 1835, château de Versailles
- Charles III, duc de Bourbon, 1835, château de Versailles